# EMOS
EMOS (Elwrowski Mikrokomputerowy Operacyjny System) – system operacyjny przeznaczony dla mikrokomputera Elwro 523 oraz jego następców: Elwro 600 i Elwro 800. System kompatybilny był z systemem CP/M 2.2. Jego rozwinięciem dla architektury 16-bitowej komputerów rodziny Elwro 800 był system CP16.

## Budowa systemu
System oparty jest na 4 funkcjonalnych obszarach:
1. PDO (Przetwarzanie Dyrektyw Operatora): konsola tekstowa – Interfejs tekstowy.
2. PSD (Podstawowy System Dyskowy): system plików
3. SI/O (System Wejścia-Wyjścia).
4. TOP (Tymczasowy Obszar Programu).

## Polecenia
- Polecenia wewnętrzne:
  - K – wyświetlenie katalogu dysku
  - U – kasowanie
  - Z – zmiana nazwy
  - D – wyświetlenie pliku
  - W – zapis na dysku.
- Polecenia zewnętrzne (przetwarzanie programów systemowych):
  - SDI – informacje statystyczne (o dyskach, plikach, urządzeniach)
  - ASM – asembler
  - LAD – ładowanie zbioru
  - WUR – uruchomienie programu użytkowego
  - POZ – obsługa plików (kopiowanie, łącznie, formatowanie)
  - EDYTOR – edytor tekstu
  - LIP – wyświetlenie pliku w postaci szesnastkowej
  - UZY – wprowadzenie numeru użytkownika
  - ZIM – interpreter języka ZIM
  - EBASIC – interpreter języka BASIC